# Rüdiger Ahrens

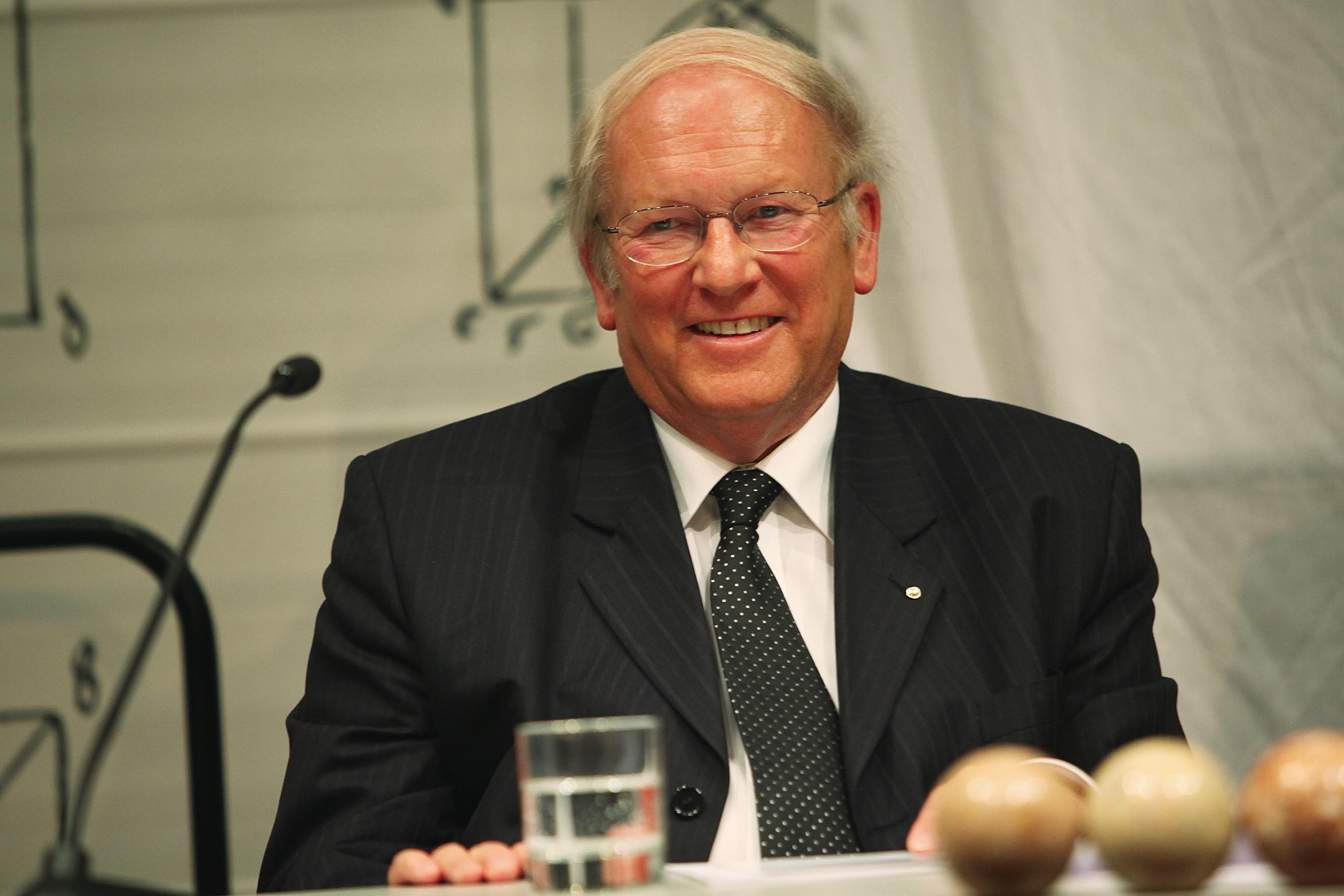
Rüdiger Ahrens (2009)

Rüdiger Ahrens, OBE (* 3. Januar 1939 in Höxter, Nordrhein-Westfalen) ist ein deutscher Anglist und Kulturwissenschaftler. Von 1980 bis 2004 war er Lehrstuhlinhaber (Ordinarius) und Institutsleiter am Institut für Anglistik und Amerikanistik der Julius-Maximilians-Universität Würzburg.

## Leben
Im Jahre 1959 bestand Ahrens das Abitur am König-Wilhelm-Gymnasium in Höxter. Anschließend absolvierte er ein Studium der Anglistik, Romanistik, Philosophie und Erziehungswissenschaften an den Universitäten Göttingen, Dijon, Erlangen und London, das er 1964 mit dem 1. Staatsexamen beendete. 1966 folgte die Promotion mit der von Erwin Wolff betreuten Dissertation Die Essays von Francis Bacon. Literarische und moralistische Aussage sowie 1967 das 2. Staatsexamen am Ohm-Gymnasium in Erlangen. Von 1967 bis 1970 war er zunächst als Gymnasiallehrer für die Fächer Englisch und Französisch am Humboldt-Gymnasium, dann als wissenschaftlicher Assistent mit dem Ziel der Habilitation am Englischen Institut der Technischen Universität Hannover tätig.
Im Jahre 1970 erfolgte die Berufung zunächst als Wissenschaftlicher Rat und Professor, dann als Abteilungsleiter und Professor für Didaktik des Englischen und Anglistische Literaturwissenschaft an die neugegründete Universität Trier. 1976 erhielt er einen Ruf an die Universität Erlangen-Nürnberg, den er aber ablehnte. Im Jahre 1979 erhielt er einen Ruf an die Universität Würzburg, den er im folgenden Jahr annahm.
Im Studienjahr 1975/1976 war er als Leverhulme Fellow an der Universität Cambridge, in den folgenden Jahren als Fulbright-Stipendiat in den USA und mit einem Akademie-Stipendium der Volkswagenstiftung in weiteren Forschungseinrichtungen des In- und Auslandes tätig. Im Jahre 1990 folgte er einem Forschungsauftrag der DFG in Australien. Außerdem nahm er ab 1984 verschiedene Gastprofessuren wahr, so in Taiwan, Japan, der Volksrepublik China wie an Universitäten in Beijing, Nanchang, wo man ihm im Jahre 1994 eine Honorarprofessur verlieh, sowie in Guangzhou und Hong Kong. Weitere Gastprofessuren folgten in Vancouver, Toronto (1995) und im Jahre 2007 in Jaipur (Indien). Wegen seiner intensiven Kontakte mit der Universität Caen (Normandie) auf der studentischen und wissenschaftlichen Ebene machte ihn diese Universität 1996 zu ihrem Ehrendoktor.
Im Jahre 2004 wurde er zum Ehrenmitglied des Deutschen Anglistenverbandes ernannt. Im Deutschen Hochschulverband, der bundesweiten Vereinigung der Universitätsprofessoren und -dozenten, wirkt er auf verschiedenen Ebenen, 1990 bis 1994 als Präsidiumsmitglied und Vizepräsident, seit 1996 als Vorsitzender des Bayerischen Landeskonvents.
Er war Dekan und Senator an der Philosophischen Fakultät seiner Universität und ist seit 1995 Mitglied der European Academy of Sciences and Arts in Wien. Seit 2004 lehrt er als Emeritus in dem Neuphilologischen Institut seiner Universität und betreut weiterhin Staatsexamenskandidaten sowie Doktoranden und Habilitanden seiner Fächer „Englische Fachdidaktik“ und „Kulturwissenschaften der englischsprachigen Länder“.

## Veröffentlichungen
Insgesamt ca. 320 Veröffentlichungen in deutscher, englischer und französischer Sprache als Bücher, Artikel, Rezensionen und Miszellen, darunter
- Die Essays von Francis Bacon (1974)
- Englische literaturtheoretische Essays (2 vols., 1975)
- mit Erwin Wolff, Englische und amerikanische Literaturtheorie (2 vols., 1978–1979)
- mit Horst W. Drescher, Karl-Heinz Stoll: Lexikon der englischen Literatur (= Kröners Taschenausgabe. Band 465). Kröner, Stuttgart 1979, ISBN 3-520-46501-9.
- Amerikanische Bildungswirklichkeit heute (1980)
- William Shakespeare: Didaktisches Handbuch (3 vols., 1982)
- mit H. Antor,Text – Culture – Reception, Cross-cultural Aspects of English Studies  (1992)
- mit W.D. Bald und W. Hüllen, Handbuch Englisch als Fremdsprache – HEF (1995)
- mit L. Volkmann, Why Literature Matters. Theories and Functions of Literature (1996)
- Europäische Sprachenpolitik – European Language Policy (2003)
- William Shakespeare: Zeit – Werk – Wirkung. Aufsätze (2004)
- mit  M. Herrera-Sobek et al., Intercultural Transgressions in Colonial and Post-colonial Literatures (2004)
- mit U. Weier, Englisch in der Erwachsenenbildung des 21. Jahrhunderts (2005)
- mit M. Eisenmann und M. Merkl, Moderne Dramendidaktik für den Englischunterricht (2008).

Zu seinem 60. Geburtstag wurde eine Festschrift von H. Antor und Kevin L. Cope, Intercultural Encounters – Studies in English Literatures (1999), zu seinem 70. Geburtstag eine Festschrift von H. Antor, M. Merkl, K. Stierstorfer, L. Volkmann, From Interculturalism to Transculturalism. Mediating Encounters in Cosmopolitan Contexts (2009) publiziert.
Er ist (Mit-)Herausgeber von
- Anglistik. An  International Journal of English Studies;
- SYMBOLISM, An International Annual of Critical Aesthetics;
- La Revue LISA (E-journal); Littératures, Histoire des Idées, Images, Sociétés du Monde Anglophone (Caen);
- Anglistische Forschungen;
- Anglo-amerikanische Studien – Anglo-american Studies;
- Grundlagen der Anglistik und Amerikanistik.

## Ehrungen und Auszeichnungen
- 1999: Bundesverdienstkreuz am Bande[1]
- 2004: Order of the British Empire (OBE)
- 2005: International Peace Prize (ABI)
- 2007: Max Geilinger Preis (Zürich) für Deutsch-Britische Beziehungen
- 2009: Order of Merit (OM) des American Biographical Institute
- 2012: Ordre des Palmes Académiques des französischen Erziehungsministeriums
- 2012: Bayerischer Verdienstorden
- 2017: Werner-Pöls-Medaille (für ehrenamtl. Tätigkeiten für den Deutschen Hochschulverband)[2]